# MFSD1
La proteína que contiene el dominio de la superfamilia de facilitadores mayores 1 pertenece al clan Pfam de la superfamilia de facilitadores mayores.
Es un transportador atípico de solutos.
Forma parte de la superfamilia de facilitadores mayores. Se ha identificado la presencia de MFSD1 en las membranas plasmáticas neuronales  y en los lisosomas.
MFSD1 pertenece a AMTF6.